# A hícsík krónikái
A hícsík krónikái (angolul: The Annals of the Heechee) Frederik Pohl tudományos-fantasztikus regénye, amely először 1987-ben jelent meg a Del Rey / Ballantine kiadónál. Ez a regény a Találkozás a hícsíkkel folytatása, az Átjáró-ciklus negyedik kötete. Magyarországon először 2005-ben jelent meg Kiss Tamás fordításában az Ulpius-ház Könyvkiadó kiadásában.

## Megjelenések

### angol nyelven
1. The Annals of the Heechee, Del Rey / Ballantine, 1987[1]
2. The Annals of the Heechee, Gollancz, 1987[1]

### magyarul
1. A hícsík krónikái; ford. Kiss Tamás; Ulpius-ház, Bp., 2005